# Solaris (pel·lícula de 2002)
Solaris és una pel·lícula de 2002 dirigida per Steven Soderbergh. És protagonitzada per George Clooney i Natascha McElhone. Es basa en la novel·la de ciència-ficció del mateix nom de 1961, de l'escriptor polonès Stanisław Lem.
Reflexiona sobre l'aclamada pel·lícula de 1972 Solaris d'Andrei Tarkovski (que abans havia estat precedida per una pel·lícula per a la televisió soviètica de 1968). Soderbergh va prometre intentar estar més a prop de l'esperit de la novel·la de Lem. Tot i això, a Lem no li van agradar cap de les dues versions.

## Argument
El doctor Chris Kelvin (George Clooney) s'encarrega d'investigar el comportament d'un petit grup de científics a bord de l'estació espacial Prometheus, situada sobre el llunyà planeta Solaris, constituït per un immens oceà. Quan l'expedició de rescat arriba al lloc, troba un panorama ombrívol. Gairebé tots els membres de la base han mort, i els que queden semblen embogits. El mateix que podria estar succeint-li a Kelvin, doncs es desperta al costat de la seva dona, morta uns anys enrere.
L'argument es basa en una novel·la del polonès Stanisław Lem, ja adaptada a la televisió per Nirenburg (Solaris) el 1968 i al cinema per Andrei Tarkovsky (Solaris) el 1972. La trama central descriu el contacte amb intel·ligència extraterrestre, els esforços dels humans per comunicar-se amb un immens ésser viu al que no poden comprendre: l'oceà del planeta. Soderbergh s'ha centrat en la història romàntica: el retrobament del protagonista amb la dona que estimava, interpretada per Natascha McElhone.

## Comentaris
Està basada en la novel·la de Stanisław Lem i en la pel·lícula de 1972 dirigida per Andréi Tarkovski. Ambientada en un entorn futurista, tot i que l'oceà que és el principal protagonista de la història no es representa com a la novel·la. El director també és l'encarregat del guió, la fotografia i el muntatge. El productor executiu és James Cameron, que no va voler dirigir-la. La partitura musical va ser composta per Cliff Martinez el 2002.